# Wookey Hole Caves
Die Wookey Hole Caves sind Kalksteinhöhlen im Dorf Wookey Hole am Südrand der Mendip Hills in der Nähe von Wells in Somerset, in England. Der River Axe fließt durch die Höhlen.
Es ist aus biologischen und geologischen Gründen ein Standort von besonderem wissenschaftlichen Interesse (englisch Site of Special Scientific Interest  – SSSI). Die Wookey Hole Höhle ist eine Karsthöhle (englisch Solution cave), die durch Verwitterungsprozesse gebildet wird, bei denen Kalkgestein im Wasser gelöst wird. Regenwasser bildete auch die Höhlensysteme Eastwater Cavern, St Cuthberts Swallet und Swildon's Hole. Die Temperatur in den Höhlen liegt konstant bei 11 °C. Ein Teil des Höhlensystems wurde 1927 als Schauhöhle eröffnet. Die Höhlen wurden auch als Drehort für Film- und Fernsehproduktionen genutzt.
Archäologische Untersuchungen wurden von 1859 bis 1874 von William Boyd Dawkins (1837–1929) durchgeführt. Als er von der Entdeckung von Knochen hörte, leitete er im Bereich der Hyänenhöhle Ausgrabungen ein. Seine Arbeit führte zur Entdeckung der ersten Belege für die Nutzung der Höhlen der Mendip Hills durch paläolithische Menschen. Mittelpaläolithische Werkzeuge wurden zusammen mit zerlegten Knochen gefunden, deren Radiokarbonalter etwa 41.000 Jahre beträgt. Die stein- und eisenzeitliche Nutzung setzt sich im römischen Britannien fort.
Eine Getreidemühle wurde bereits von 1086 am Axe betrieben. Um 1610 nahm die älteste Papiermühle in Großbritannien ihre Arbeit auf. Aufgrund der konstant niedrigen Temperatur der Höhlen wurden sie auch für die Reifung von Cheddar-Käse verwendet.

Wookey Hole Caves
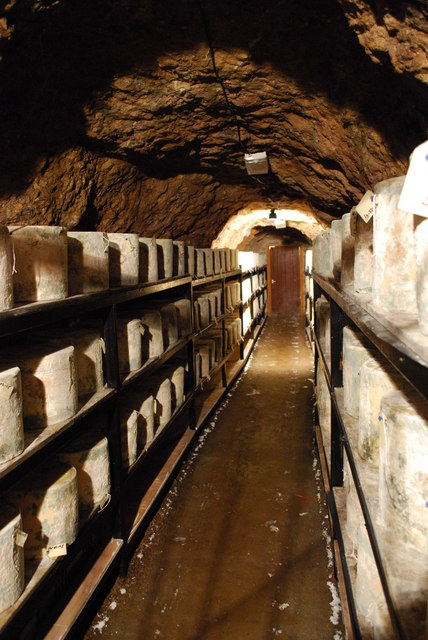
Die Käsereifung
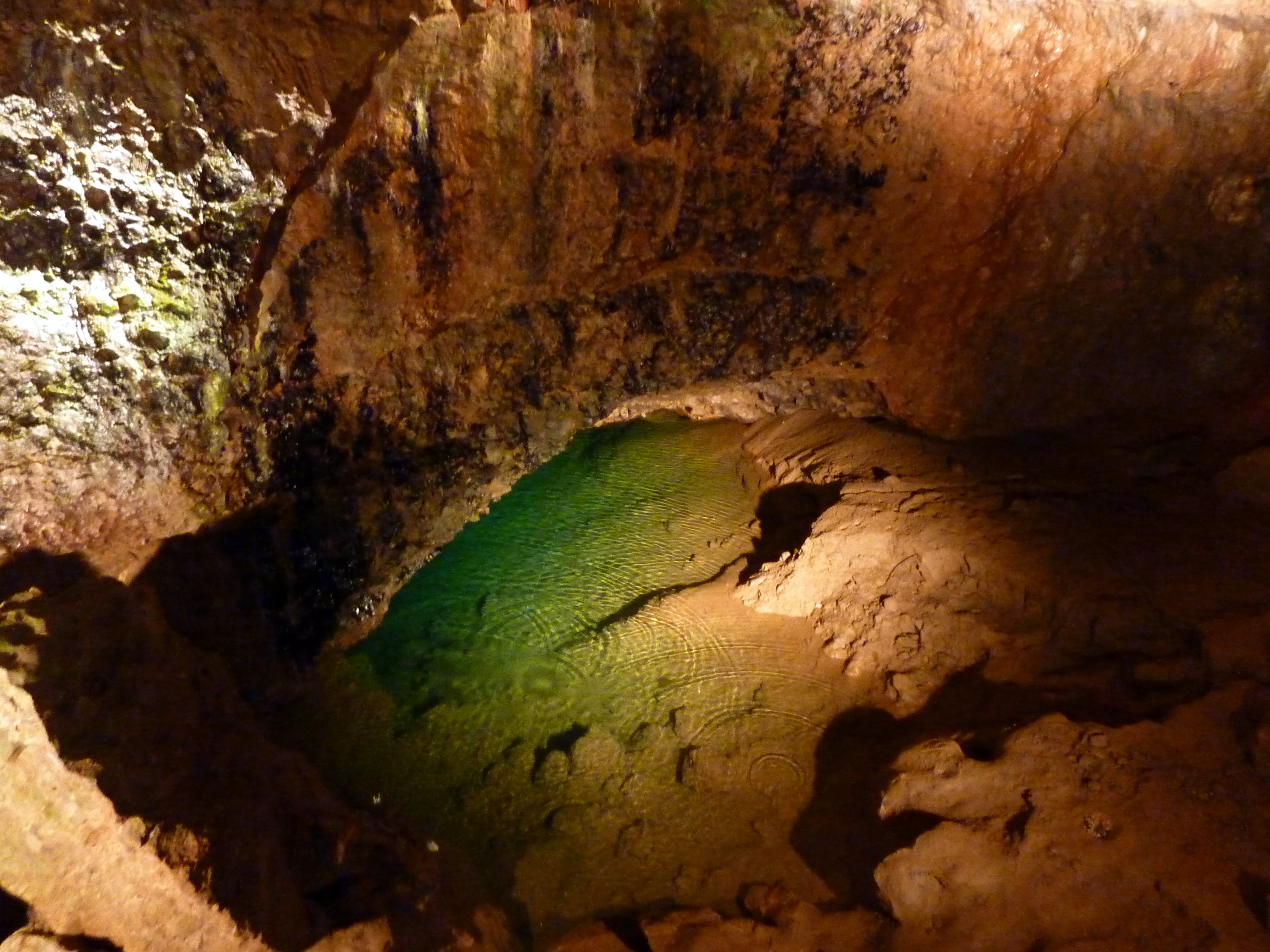
Der Fluss
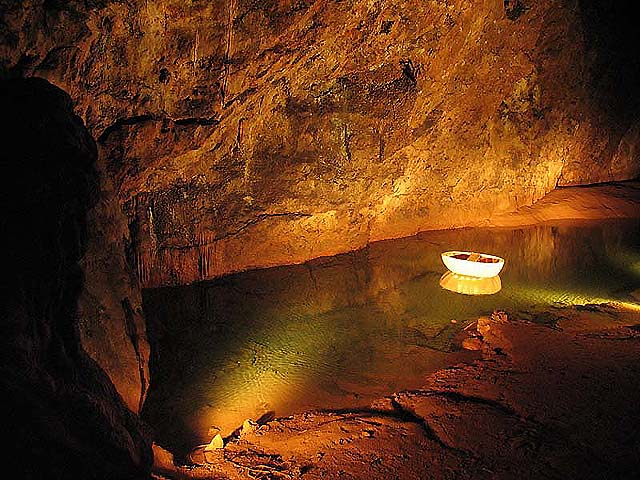
Ein Höhlensee

Die Wookey Hole Caves und die im zehn Kilometer entfernte Cheddar Gorge werden heute von Kolonien der großen und kleinen Hufeisennase, zwei seltenen Fledermausarten bewohnt.
Die Höhlen sind der Ort der ersten Höhlentauchgänge in Großbritannien von Jack Sheppard und Graham Balcombe. Seit den 1930er Jahren haben Taucher das Netzwerk von Kammern erforscht, wobei Atemgeräte und neuartige Techniken entwickelt wurden. Das volle Ausmaß des Höhlensystems ist noch unbekannt, obwohl etwa 4000 Meter (und 25 Kammern) erforscht wurden. Die Höhle ist bekannt für die Hexe von Wookey Hole – ein anthropomorpher Stalagmit, von dem die Legende sagt, dass die Hexe von einem Mönch aus Glastonbury zu Stein verwandelt wurde.

## Witchlegende
Es gibt Legenden über die „Hexe von Wookey Hole“, die im Namen eines Stalagmiten in der Höhlen erhalten sind. Ein Mann aus Glastonbury ist mit einer jungen Frau aus Wookey verlobt. Eine in den Wookey Hole Caves lebende Hexe verflucht die Romanze, so dass sie scheitert. Der Mann wird Mönch und sinnt auf Rache an der Hexe, die häufig Beziehungen ruiniert. Der Mönch lockt sie in die Höhle. Sie versteckt sich in einer dunklen Ecke in der Nähe eines der unterirdischen Flüsse. Der Mönch segnet das Wasser und spritzt etwas in den Teil der Höhle, in dem sich die Hexe versteckte. Das gesegnete Wasser versteinert die Hexe und sie bleibt bis heute in der Höhle.
Ein 1000 Jahre altes, 1912 von Herbert Ernest Balch (1869–1958) in den Höhlen entdecktes Skelett wird traditionell mit der Hexe in Verbindung gebracht, obwohl Analysen ergaben, dass es sich um die Überreste eines Mannes im Alter zwischen 25 und 35 Jahren handelt. Die Überreste sind Teil der Sammlung des von Balch gegründeten Wells and Mendip Museum.